# Park Il-kap
Park Il-kap (* 21. März 1926; † 11. September 1987) war ein südkoreanischer Fußballspieler.

## Karriere
Park war Teil des Kaders der südkoreanischen Nationalmannschaft bei der Weltmeisterschaft 1954 und hatte hier in der Gruppenphase Einsätze sowohl gegen Ungarn als auch die Türkei.